# Lipoprotéine lipase
La lipoprotéine lipase est une hydrolase intervenant dans le métabolisme lipidique. Son gène est LPL situé sur le chromosome 8 humain

## Rôles
Elle catalyse la réaction :
triacylglycérol + H2O  {\displaystyle \rightleftharpoons }  diacylglycérol + carboxylate.
Il s'agit d'une enzyme qui hydrolyse les triglycérides contenus dans les VLDL et les chylomicrons. La lipoprotéine lipase se trouve à la surface des épithéliums vasculaires, au niveau du muscle strié squelettique, des glandes mammaires et surtout au niveau du tissu adipeux. Synthétisé en intracellulaire, elle se lie au GPIHBP1 situé à la surface des cellules endothéliales pour se retrouver du côté de la lumière du capillaire sanguin.
Sur un modèle animal, il contribue à la résistance à l'insuline et permet une maîtrise du poids.
Il y a un système d'activation/ inhibition de cette enzyme qui se fait par les apolipoprotéines C2 (pour l'activation) et C3 (pour l'inhibition). Elle est également inhibée par l'ANGPTL4.

## En médecine
Certaines mutations augmentent l'activité de l'enzyme. l'une d'entre elles, appelée LPLS447X, est présente dans environ un cinquième de la population et serait protectrice contre l'athérome, avec un taux sanguin diminué de triglycérides, un taux augmenté de HDL, une morbidité cardio-vasculaire moindre. D'autres mutations sont inactivantes vis-à-vis de l'enzyme, entraînant une augmentation des triglycérides sanguins et le risque cardiaque.
D'autres mutations entraînent un déficit de l'enzyme avec un déficit familial en lipoprotéine lipase.